# Synagoga v Sokolově
Synagoga v Sokolově byla židovská modlitebna v Sokolově, městě v Karlovarském kraji. Postavena v letech 1896 až 1897, během listopadových pogromů v roce 1938 pak byla vypálena a zničena.

## Hstorie
Kořeny židovské komunity v Sokolově začínají již v první polovině 15. století. V té době získali Šlikové, (konkrétně Kašpar Šlik), privilegium usazování Židů. Do té doby zde v letech 1550 až 1850 žily dvě až čtyři židovské rodiny. V prvních dvou desetiletích 20. století měla izraelská komunita nejvyšší úroveň židovské komunity. Roku 1921 dosahoval počet celé náboženské komunity celkem 484. Komunita pořádala své bohoslužby v pronajaté modlitbě. Plánování výstavby synagogy bylo nejprve zamítnuto, když oheň zničil více než polovinu města v roce 1874. Poté, co byly rozpuštěny staré židovské komunity v okolí, jako jsou Arnoltov, Loket a Krásná Lípa, zbývající členové komunity Sokolov se spojily a stavění synagogy se stalo naléhavou.
Židovská náboženská obec v Sokolově zakoupila na konci 19. století pozemek o výměře 1,35 ha na severním předměstí města, na tehdejší Schillerstrasse (Schillerova ulice). Základní kámen byl položen 10. srpna 1896 a slavnostní vysvěcení proběhlo 31. srpna 1897. Synagoga byla postavena v pseudomaurském slohu. Autorem stavby byl sokolovský stavitel Emil Lifka, na jejím návrhu spolupracoval také arch. Max Fleischer, autor synagog mj. ve Vídni či Českých Budějovicích.
Po událostech Mnichovské dohody ze září 1938 bylo po německém záboru Sudet Sokolovsko připojeno k území nacistického Německa. V rámci listopadových protižidovských nepokojů v zemi, podporovaných státní mocí, byla synagoga v noci z 9. na 10. listopadu 1938 zapálena a zdemolována. Následkem tragických událostí druhé světové války a holokaustu pak došlo k razantnímu zmenšení zdejší židovské obce a synagoga již nikdy nebyla obnovena. K odstranění torza stavby došlo až po skončení války.
V místě synagogy je umístěna pamětní deska.

## Architektura
Synagoga byla zděná omítaná třípodlažní budova postavena na půdorysu obdélníku o základních rozměrech 24,6 × 15,60 m ukončena valbovou střechou krytou eternitem. Rohy stavby byly zvětšeny rizality. Na západní straně (vstupní průčelí) měly rozměr 6,50 × 1,45 m na východní straně 5,10 × 1,45 m. Loď uzavírala odsazená část pro schránku k uložení tóry o rozměrech 8,60 × 1,85 m. Nad vstupním průčelím byla na osmiúhelníkovém zděném tamburu s okny posazena cibulová kupule s vejcovou makovicí a Davidivou hvězdou. Fasáda byla hladká zdobena hlavní římsou v podobě obloučkového vlysu. Vstupní průčelí bylo zdobeno rizality s pásovou bosáží v omítce. Nad vstupem bylo trojité sdružené okno zakončené obloukem, nad nímž byly malé kružby. V úrovni tamburu bylo umístěno desatero.
V bočních stěnách lodi byla dvojitá okna s maurskými oblouky na tenkých sloupcích  a nad nimi byly malé kruhové rozetky. Prostor mezi okny byl rozdělen pilastry. V rohových rizalitech členěných rohovými pilastry byla jednoduchá okna s půlkruhovým záklenkem.
Podlaha přízemí a dvacet nosných sloupů spočívala na mohutných sloupech postavených v suterénu vysokém 3,20 m. V suterénu byl byt správce přístupný samostatným vnějším schodištěm a očistná lázeň (mikve).
Do modlitebny (11,20 × 13,20 m) v přízemí o výšce 4,50 m se vcházelo přes vstupní vestibul. V motlitebně byly lavice pro 160 mužů. V patře o výšce šest metrů byla galerie pro devadesát žen, která byla přístupná čtyřramenným přímým schodištěm z vestibulu a bočního vchodu. Nad oltářem byla empora pro hudební sbor otevřena do prostoru lodi přístupné točitým schodištěm, kterým se dalo vystoupit až do půdního prostoru.
V patře byla umístěna zimní modlitebna (9,06 × 5,30 m a výšce 3,90 m, která byla vyhřívaná kamny.
V blízkosti synagogy byla postavena hrázděná budova pro toalety se sedlovou střechou krytou eternitem.
V roce 1901 byl pozemek ohraničen litinovým plotem.